# Renato Damonti
Renato Damonti (Brescia, 12 settembre 1950) è un allenatore di calcio ed ex calciatore italiano, di ruolo centrocampista.

## Caratteristiche tecniche
Giocava come interno, prevalentemente con compiti di regia; all'occorrenza poteva essere impiegato anche in copertura, posizione che tuttavia non gradiva.

## Carriera

### Calciatore
A 16 anni entra nel settore giovanile del Brescia, con cui fa il suo esordio professionistico debuttando in Serie A nel campionato Serie A 1969-1970, in Sampdoria-Brescia (2-0) del  9 novembre 1969. Colleziona 6 presenze nella massima serie, e nella stagione successiva viene riconfermato in forza alle Rondinelle, trovando maggiore spazio: a fine stagione le presenze in campionato sono 20.
Nel mercato autunnale del 1971, dopo aver giocato altre due partite nel Brescia, passa al Piacenza, in Serie C; pur limitato dal servizio militare, viene impiegato da titolare contribuendo con 30 presenze e due reti alla salvezza della formazione emiliana. In seguito rientra al Brescia per la stagione 1972-1973, ancora come rincalzo (18 presenze), e nel 1973 fa ritorno al Piacenza, sempre in terza serie. Anche in questo caso trova spazio, disputando 34 partite agli ordini di Giancarlo Cella.
Nel 1974 il Brescia lo cede al Trento, di nuovo in Serie C, rimanendovi fino al 1979 e diventando titolare inamovibile della formazione trentina, nella quale disputa 173 partite di campionato.

### Allenatore
Terminata l'attività agonistica, intraprende la carriera di allenatore nel bresciano, guidando tra le altre il Lumezzane tra il 1987 e il 1990, nel campionato di Promozione e in Interregionale.

## Palmarès

### Giocatore

#### Competizioni nazionali
- Serie D: 1

Trento: 1976-1977

### Allenatore

#### Competizioni regionali
- Promozione: 1

Lumezzane: 1988-1989